# La Revancha del Tango
La Revancha del Tango је дебитантски албум групе Gotan Project, издат 2001. године.

## Песме
1. „“ – 5:16
2. „“ – 5:41
3. „“ – 4:56
4. „“ – 10:41
5. „“ – 5:57
6. „“ – 4:34
7. „“ – 6:12
8. „“ – 5:38
9. „“ – 6:32
10. „“ – 6:57

## Музичари
- Филипе Коен Солал (Philippe Cohen Solal)
- Едуардо Макароф (Eduardo Makaroff)
- Кристоф Милер (Christoph H. Müller)